# Монреальский университет
Монреальский университет (фр. Université de Montréal) расположен в городе Монреаль, провинция Квебек, Канада. Основан в 1878 году. Университет считается одним из крупнейших франкоязычных учебных заведений в мире. В настоящее время в Монреальском университете проходят обучение около 55 тысяч студентов.

## История
Университет был основан, когда Университет Лаваль в городе Квебек создал новый филиал в Монреале в 1878 году, который стал известен как Университет Лаваль в Монреале. Это было сделано против воли Монреальского прелата, который выступал за независимый университет в своем городе. Ватикан предоставил университету некоторую административную автономию в 1889 году, что позволило ему выбирать своих профессоров и лицензию на выдачу своих собственных дипломов. Так или иначе, 8 мая 1919, папский устав от Папы Бенедикта XV предоставил полную автономию университету. Таким образом, он стал независимым католическим университетом и принял название Монреальский университет.
В первый год своей работы университет принял менее, чем 100 студентов на 3 факультета, которые в то время находились в Старом Монреале. Это были факультет теологии, юридический факультет и медицинский факультет. Из-за различного качества знаний студентов, поступавших в университет, а также из-за разного уровня преподавания в системе тогдашнего квебекского образования, были открыты подготовительные курсы для абитуриентов, которые стали предшественниками системы Сежепов в квебекской образовательной системе.
Хотя филиал университета Лаваль был запланирован как первый франкофонный университет в Монреале, он не был полноценным университетом до 14 февраля 1920, когда не получил звание университета от правительства провинции. Новая политика по отношению к высшему образованию, начатая в 1960-е годы (после тихой революции) стало ответом на популярные давления и убеждения, что высшее образование является ключом к социальной справедливости и экономической эффективности для физических лиц, а также для общества. Третий устав, который был принят в 1967 году, определил Университет Монреаля как общественную организацию высшего образования и научных исследований, в управлении которой будут иметь право на участие и студенты и преподаватели.

### Перенос кампуса
С 1876 по 1895 годы, большинство занятий университета проводилось Большой Семинарии Монреаля. С 1895 по 1942, занятия были перенесены на пересечение улиц Сен-Дэни и Сэн-Катрин в центре Монреаля. В отличие от англоязычных университетов университет страдал от нехватки денег по двум причинам: относительной бедности франкоканадцев и осложнениями связанными с удалённым управлением из города Квебек.
К 1930 году было накоплено достаточно денег для начала строительства нового кампуса на Мон-Рояль. Но, конечно экономические потрясения 30-х годов оказали влияние на строительство. Многие полагали, что университету придётся продать незаконченные здания, чтобы свести концы с концами. В 1939 году правительство провинции обеспечило недостающее финансирование. Строительство было закончено 3 июля 1943 года. Бывшие здания университета позже использовались другим франкофонным Университетом Квебека в Монреале.

### Ядерные исследования
В 1943 году университет принял участие в военных исследованиях предоставив свои лаборатории. Учёные в университете работали над созданием ядерного реактора на тяжёлой воде. Исследования были частью масштабного Манхэттенского проекта, главной целью которого было создание ядерного оружия. Один из участвовавших квебекских учёных Пьер Демер открыл ряд радиоактивных элементов полученных из нептуния.

### Вторая половина XX века
В 1965 году первый светский ректор Роже Годри начал модернизацию университета. Университет открыл программу образования для взрослых франкоканадцев в 1968. С 2002 года университет приступил к осуществлению ряда крупных проектов строительства пяти новых зданий для дальнейшего расширения исследований в фармакологии, инженерии, космонавтике, изучения рака и биотехнологии.

## Факультеты
- Факультет ландшафтной архитектуры, дизайна и городского планирования
- Факультет искусств и наук
- Юридический факультет
- Факультет непрерывного образования
- Факультет последипломного обучения
- Медицинский факультет
- Стоматологический факультет
- Факультет ветеринарной медицины
- Факультет музыки
- Фармацевтический факультет
- Педагогический факультет
- Факультет сестринского дела
- Факультет теологии и религиоведения
- Департамент кинезиологии
- Школа оптометрии

Дочерние школы
- Школа управления
- Политехническая школа